# 莆田天道堂
莆田天道堂即卫理公会莆田总堂，位于福建省莆田市荔城区镇海街道凤山社区北大街77号（市府路仓边巷），是一座建于20世纪初的中西合璧的大型基督教堂，在东南亚一带也具有很大的影响。
1863年，美以美会（后来改名卫理公会）开始开辟兴化（莆田）布道区，范围包括兴化府的莆田、仙遊兩县。1896年成立興化佈道年議會，1904年成立興化年議會。因此美以美会是当地影响最大的一个教派。
20世纪初，福建莆田基督教发生大复兴，信徒人数大量增加。于是在1915年，由美国信徒甘大卫、甘雅各为其父甘伯勒留名倡建兴化年议会莆田总堂，到1918年竣工，取名天道堂。
大教堂坐北朝南，共四层，占地面积2884平方米，建筑面积1572平方米，东西长35.24米，南北长25.45米，可容纳会众3500人，是当时中国国内容量最大的教堂，列为当时东南亚四大教堂之一。建筑风格中西合璧，屋顶采用中国传统的挑檐与翘角的造型，瓦屋面，门窗则采用哥特式造型，向外凸出，使墙面富于变化。外墙采用粗糙的花岗岩条石砌筑，具有立体感。
天道堂的设计有其独到之处，屋架为钢筋混凝土结构，内部宽敞明亮。平面凸字形，向北面凸出部分设讲台，缩短纵向的视距接近于两旁横向视距，使听觉及视觉基本上保持一致。东南角及西南角均隔建成楼梯间及辅助用房，当声波扩散时被东西两处墙角抗阻，不致产生回声。因此牧师或信徒在讲台上布道或做见证时，楼上楼下的听众都能听得清楚。堂内柱子极少，可最大限度减少对信徒视线的遮挡。
1966年文革开始，天道堂被关闭，并被莆仙戏剧团占用。直到20年后的1986年，才恢复聚会，改名基督教莆田堂。剧团在教堂院内修建的一座五层职工宿舍楼和二层的排练厅楼房也由教堂赎回。该堂现在由当地的4个主要教派实行联合礼拜，主日上下午分别由卫理公会和基督徒聚会处使用；周六由基督复临安息日会和真耶稣教会使用。
1996年9月2日，卫理公会莆田总堂被福建省人民政府公布为第四批福建省文物保护单位。